# Paul Morphy
Paul Charles Morphy (New Orleans, 22 giugno 1837 – New Orleans, 10 luglio 1884) è stato uno scacchista statunitense, considerato universalmente il primo campione del mondo non ufficiale. Il suo gioco spettacolare e le sue enormi capacità resero gli scacchi molto popolari negli USA.

## Vita e carriera
Imparò il gioco dal padre e da uno zio. A 12 anni sfidò Johann Löwenthal e fra lo stupore generale riuscì a batterlo.
Nel 1857 si tenne a New York il torneo del primo congresso americano di scacchi. Morphy lo vinse con gioco brillantissimo sbaragliando gli avversari James Thompson (3-0-0), Alexander Beaufort Meek (3-0-0), Theodor Lichtenhein (3-1/2-0) e Louis Paulsen (5-1/2-1). Terminato il torneo Morphy affrontò tutti i giocatori americani dando il vantaggio della mossa e di un pedone. Il solo giocatore che accettò la sfida, Charles Stanley, fu sbaragliato.
Nel 1858 Morphy venne in Europa per sfidare l'inglese Howard Staunton, ritenuto allora il più forte giocatore del mondo. Staunton rifiutò l'incontro affermando che non aveva tempo essendo impegnato nella stesura di un libro, molti ritengono che questa in realtà fosse solo una scusa per evitare un avversario molto temuto e pericoloso. Morphy sfidò allora gli altri più forti giocatori europei che immancabilmente sconfisse (Johann Löwenthal, John Owen, Daniel Harrwitz, Samuel Boden, Thomas Barnes).
L'incontro più atteso era indubbiamente quello con Adolf Anderssen, questi infatti nel 1851 aveva sconfitto Howard Staunton ed era ritenuto da alcuni superiore all'inglese. Entrambi i giocatori erano di altissimo livello ma Morphy si dimostrò nettamente superiore schiacciando il rivale: vinse 7 partite, pattandone 2 e perdendo solo 2 incontri. Prima di tornare in patria nel 1859 sconfisse a Londra Augustus Mongredien. Quando ripartì da Liverpool per l'America venne considerato unanimemente come il primo campione del mondo di scacchi (non ufficiale).
Tornato in America ed accolto entusiasticamente, il 25 maggio 1859 venne festeggiato alla Columbia University. In quell'occasione, mise in imbarazzo il presidente del comitato dei festeggiamenti, risentendosi perché questi lo aveva definito un giocatore professionista. Tale sentimento era in accordo con il pensiero dell'epoca: i giocatori di scacchi erano visti alla stregua di giocatori d'azzardo. L'epoca della stima verso la professione degli scacchi arrivò solo nel Novecento.
In effetti, quando Morphy, tornato a New Orleans, aprì uno studio legale, nessuno lo prese sul serio come avvocato, e quando pensò di sposare una ricca giovane questa rifiutò, scandalizzata alla sola idea di sposare un giocatore di scacchi.
Dopo aver vissuto gli ultimi anni in preda a una grave depressione aggravata da manie di persecuzione, morì a soli 47 anni, il 10 luglio 1884 alle 14:30, ucciso da una sincope.

## Un'interpretazione psicoanalitica
Negli ultimi anni Morphy fu afflitto da disturbi psichici, identificati come una forma di paranoia. Accusò il cognato, che amministrava i beni paterni, di averlo derubato, sfidandolo a duello e poi citandolo in tribunale, che giudicò infondate le sue accuse. Temeva di essere avvelenato e credeva che un suo intimo amico, un certo Binder, volesse distruggere i suoi abiti e poi ucciderlo. Arrivò così ad aggredirlo.
Aveva abitudini meticolose e programmava ogni sua giornata allo stesso modo: faceva una passeggiata mattutina, durante la quale si fermava a fissare tutte le donne graziose che incrociava, passava il pomeriggio in casa con la madre senza voler vedere nessuno, e ogni sera si recava a teatro. S'irritava quando sentiva parlare di scacchi e quando gli fu chiesto di scrivere la propria biografia, da inserire in una raccolta delle personalità più illustri della Louisiana, rifiutò sdegnato, affermando che suo padre gli aveva lasciato in eredità 146.162,54 dollari e che egli, non avendo mai esercitato alcuna professione, non aveva nulla da comunicare riguardo a se stesso.
Il noto psicoanalista Ernest Jones dedicò a Morphy un saggio. Il rifiuto di Staunton di accettare la sua sfida sarebbe stato il motivo scatenante della sua psicosi. Inconsciamente, Morphy avrebbe identificato il giocatore inglese con suo padre - dal quale aveva appreso il gioco degli scacchi - e il rifiuto sprezzante di Staunton che era, con Anderssen, il miglior giocatore del tempo, sarebbe equivalso a un rimprovero e allo smascheramento dei propri impulsi sessuali aggressivi verso il padre. Da qui la decisione di abbandonare gli scacchi e di considerarli indegni di essere praticati come una vera e propria professione.
D'altra parte, Morphy non esercitò nessun'altra professione, perché egli in realtà giudicava gli scacchi molto seriamente e sentiva che quella di giocatore di scacchi era la sua autentica vocazione. Da questa contraddizione derivò un'ulteriore regressione e il manifestarsi della psicosi. Anche il fatto che egli abbia trascritto e conservato le sue partite, la maggior parte delle quali estemporanee e di scarso valore, testimonierebbe il suo inconscio esibizionismo, e il timore di essere smascherato, ossia « messo a nudo », spiegherebbe la fobia di essere privato degli abiti dall'amico Binder.
Finché giocò a scacchi, sublimò la rivalità verso il padre, i suoi impulsi aggressivi - egli fu noto come giocatore di estrema gentilezza e signorilità - e represse il timore di essere aggredito. Abbandonando gli scacchi e il mondo fantastico che questi rappresentano, non distinse più fantasia e realtà: s'identificò psicoticamente con il padre e regredì all'infanzia, manifestando impulsi voyeuristici, rivelati dall'insistenza con cui guardava le donne o dal fatto che nella sua stanza disponeva a semicerchio scarpe femminili.

## Stile
La sua tecnica è tuttora ricordata come una delle più brillanti nella storia di questo gioco. Morphy era solito sacrificare pezzi per riuscire a rompere le posizioni dell'avversario senza ottenerne un immediato vantaggio, questo disorientava gli avversari che andavano in vantaggio per poi vedere la loro situazione rovesciarsi categoricamente e perdere.
Era solito giocare molto velocemente, raramente pensava più di uno o due minuti sulla stessa mossa.

## Paulsen - Morphy (1857)
|   | a | b | c | d | e | f | g | h |   |
| 8 | e8 torre del nero · g8 re del nero · a7 pedone del nero · c7 pedone del nero · d7 alfiere del nero · f7 pedone del nero · g7 pedone del nero · h7 pedone del nero · a6 donna del bianco · b6 alfiere del nero · c6 pedone del nero · e6 torre del nero · b4 pedone del bianco · c3 pedone del bianco · d3 donna del nero · f3 alfiere del bianco · a2 torre del bianco · d2 pedone del bianco · f2 pedone del bianco · g2 pedone del bianco · h2 pedone del bianco · c1 alfiere del bianco · f1 torre del bianco · g1 re del bianco | e8 torre del nero · g8 re del nero · a7 pedone del nero · c7 pedone del nero · d7 alfiere del nero · f7 pedone del nero · g7 pedone del nero · h7 pedone del nero · a6 donna del bianco · b6 alfiere del nero · c6 pedone del nero · e6 torre del nero · b4 pedone del bianco · c3 pedone del bianco · d3 donna del nero · f3 alfiere del bianco · a2 torre del bianco · d2 pedone del bianco · f2 pedone del bianco · g2 pedone del bianco · h2 pedone del bianco · c1 alfiere del bianco · f1 torre del bianco · g1 re del bianco | e8 torre del nero · g8 re del nero · a7 pedone del nero · c7 pedone del nero · d7 alfiere del nero · f7 pedone del nero · g7 pedone del nero · h7 pedone del nero · a6 donna del bianco · b6 alfiere del nero · c6 pedone del nero · e6 torre del nero · b4 pedone del bianco · c3 pedone del bianco · d3 donna del nero · f3 alfiere del bianco · a2 torre del bianco · d2 pedone del bianco · f2 pedone del bianco · g2 pedone del bianco · h2 pedone del bianco · c1 alfiere del bianco · f1 torre del bianco · g1 re del bianco | e8 torre del nero · g8 re del nero · a7 pedone del nero · c7 pedone del nero · d7 alfiere del nero · f7 pedone del nero · g7 pedone del nero · h7 pedone del nero · a6 donna del bianco · b6 alfiere del nero · c6 pedone del nero · e6 torre del nero · b4 pedone del bianco · c3 pedone del bianco · d3 donna del nero · f3 alfiere del bianco · a2 torre del bianco · d2 pedone del bianco · f2 pedone del bianco · g2 pedone del bianco · h2 pedone del bianco · c1 alfiere del bianco · f1 torre del bianco · g1 re del bianco | e8 torre del nero · g8 re del nero · a7 pedone del nero · c7 pedone del nero · d7 alfiere del nero · f7 pedone del nero · g7 pedone del nero · h7 pedone del nero · a6 donna del bianco · b6 alfiere del nero · c6 pedone del nero · e6 torre del nero · b4 pedone del bianco · c3 pedone del bianco · d3 donna del nero · f3 alfiere del bianco · a2 torre del bianco · d2 pedone del bianco · f2 pedone del bianco · g2 pedone del bianco · h2 pedone del bianco · c1 alfiere del bianco · f1 torre del bianco · g1 re del bianco | e8 torre del nero · g8 re del nero · a7 pedone del nero · c7 pedone del nero · d7 alfiere del nero · f7 pedone del nero · g7 pedone del nero · h7 pedone del nero · a6 donna del bianco · b6 alfiere del nero · c6 pedone del nero · e6 torre del nero · b4 pedone del bianco · c3 pedone del bianco · d3 donna del nero · f3 alfiere del bianco · a2 torre del bianco · d2 pedone del bianco · f2 pedone del bianco · g2 pedone del bianco · h2 pedone del bianco · c1 alfiere del bianco · f1 torre del bianco · g1 re del bianco | e8 torre del nero · g8 re del nero · a7 pedone del nero · c7 pedone del nero · d7 alfiere del nero · f7 pedone del nero · g7 pedone del nero · h7 pedone del nero · a6 donna del bianco · b6 alfiere del nero · c6 pedone del nero · e6 torre del nero · b4 pedone del bianco · c3 pedone del bianco · d3 donna del nero · f3 alfiere del bianco · a2 torre del bianco · d2 pedone del bianco · f2 pedone del bianco · g2 pedone del bianco · h2 pedone del bianco · c1 alfiere del bianco · f1 torre del bianco · g1 re del bianco | e8 torre del nero · g8 re del nero · a7 pedone del nero · c7 pedone del nero · d7 alfiere del nero · f7 pedone del nero · g7 pedone del nero · h7 pedone del nero · a6 donna del bianco · b6 alfiere del nero · c6 pedone del nero · e6 torre del nero · b4 pedone del bianco · c3 pedone del bianco · d3 donna del nero · f3 alfiere del bianco · a2 torre del bianco · d2 pedone del bianco · f2 pedone del bianco · g2 pedone del bianco · h2 pedone del bianco · c1 alfiere del bianco · f1 torre del bianco · g1 re del bianco | 8 |
| 7 | e8 torre del nero · g8 re del nero · a7 pedone del nero · c7 pedone del nero · d7 alfiere del nero · f7 pedone del nero · g7 pedone del nero · h7 pedone del nero · a6 donna del bianco · b6 alfiere del nero · c6 pedone del nero · e6 torre del nero · b4 pedone del bianco · c3 pedone del bianco · d3 donna del nero · f3 alfiere del bianco · a2 torre del bianco · d2 pedone del bianco · f2 pedone del bianco · g2 pedone del bianco · h2 pedone del bianco · c1 alfiere del bianco · f1 torre del bianco · g1 re del bianco | e8 torre del nero · g8 re del nero · a7 pedone del nero · c7 pedone del nero · d7 alfiere del nero · f7 pedone del nero · g7 pedone del nero · h7 pedone del nero · a6 donna del bianco · b6 alfiere del nero · c6 pedone del nero · e6 torre del nero · b4 pedone del bianco · c3 pedone del bianco · d3 donna del nero · f3 alfiere del bianco · a2 torre del bianco · d2 pedone del bianco · f2 pedone del bianco · g2 pedone del bianco · h2 pedone del bianco · c1 alfiere del bianco · f1 torre del bianco · g1 re del bianco | e8 torre del nero · g8 re del nero · a7 pedone del nero · c7 pedone del nero · d7 alfiere del nero · f7 pedone del nero · g7 pedone del nero · h7 pedone del nero · a6 donna del bianco · b6 alfiere del nero · c6 pedone del nero · e6 torre del nero · b4 pedone del bianco · c3 pedone del bianco · d3 donna del nero · f3 alfiere del bianco · a2 torre del bianco · d2 pedone del bianco · f2 pedone del bianco · g2 pedone del bianco · h2 pedone del bianco · c1 alfiere del bianco · f1 torre del bianco · g1 re del bianco | e8 torre del nero · g8 re del nero · a7 pedone del nero · c7 pedone del nero · d7 alfiere del nero · f7 pedone del nero · g7 pedone del nero · h7 pedone del nero · a6 donna del bianco · b6 alfiere del nero · c6 pedone del nero · e6 torre del nero · b4 pedone del bianco · c3 pedone del bianco · d3 donna del nero · f3 alfiere del bianco · a2 torre del bianco · d2 pedone del bianco · f2 pedone del bianco · g2 pedone del bianco · h2 pedone del bianco · c1 alfiere del bianco · f1 torre del bianco · g1 re del bianco | e8 torre del nero · g8 re del nero · a7 pedone del nero · c7 pedone del nero · d7 alfiere del nero · f7 pedone del nero · g7 pedone del nero · h7 pedone del nero · a6 donna del bianco · b6 alfiere del nero · c6 pedone del nero · e6 torre del nero · b4 pedone del bianco · c3 pedone del bianco · d3 donna del nero · f3 alfiere del bianco · a2 torre del bianco · d2 pedone del bianco · f2 pedone del bianco · g2 pedone del bianco · h2 pedone del bianco · c1 alfiere del bianco · f1 torre del bianco · g1 re del bianco | e8 torre del nero · g8 re del nero · a7 pedone del nero · c7 pedone del nero · d7 alfiere del nero · f7 pedone del nero · g7 pedone del nero · h7 pedone del nero · a6 donna del bianco · b6 alfiere del nero · c6 pedone del nero · e6 torre del nero · b4 pedone del bianco · c3 pedone del bianco · d3 donna del nero · f3 alfiere del bianco · a2 torre del bianco · d2 pedone del bianco · f2 pedone del bianco · g2 pedone del bianco · h2 pedone del bianco · c1 alfiere del bianco · f1 torre del bianco · g1 re del bianco | e8 torre del nero · g8 re del nero · a7 pedone del nero · c7 pedone del nero · d7 alfiere del nero · f7 pedone del nero · g7 pedone del nero · h7 pedone del nero · a6 donna del bianco · b6 alfiere del nero · c6 pedone del nero · e6 torre del nero · b4 pedone del bianco · c3 pedone del bianco · d3 donna del nero · f3 alfiere del bianco · a2 torre del bianco · d2 pedone del bianco · f2 pedone del bianco · g2 pedone del bianco · h2 pedone del bianco · c1 alfiere del bianco · f1 torre del bianco · g1 re del bianco | e8 torre del nero · g8 re del nero · a7 pedone del nero · c7 pedone del nero · d7 alfiere del nero · f7 pedone del nero · g7 pedone del nero · h7 pedone del nero · a6 donna del bianco · b6 alfiere del nero · c6 pedone del nero · e6 torre del nero · b4 pedone del bianco · c3 pedone del bianco · d3 donna del nero · f3 alfiere del bianco · a2 torre del bianco · d2 pedone del bianco · f2 pedone del bianco · g2 pedone del bianco · h2 pedone del bianco · c1 alfiere del bianco · f1 torre del bianco · g1 re del bianco | 7 |
| 6 | e8 torre del nero · g8 re del nero · a7 pedone del nero · c7 pedone del nero · d7 alfiere del nero · f7 pedone del nero · g7 pedone del nero · h7 pedone del nero · a6 donna del bianco · b6 alfiere del nero · c6 pedone del nero · e6 torre del nero · b4 pedone del bianco · c3 pedone del bianco · d3 donna del nero · f3 alfiere del bianco · a2 torre del bianco · d2 pedone del bianco · f2 pedone del bianco · g2 pedone del bianco · h2 pedone del bianco · c1 alfiere del bianco · f1 torre del bianco · g1 re del bianco | e8 torre del nero · g8 re del nero · a7 pedone del nero · c7 pedone del nero · d7 alfiere del nero · f7 pedone del nero · g7 pedone del nero · h7 pedone del nero · a6 donna del bianco · b6 alfiere del nero · c6 pedone del nero · e6 torre del nero · b4 pedone del bianco · c3 pedone del bianco · d3 donna del nero · f3 alfiere del bianco · a2 torre del bianco · d2 pedone del bianco · f2 pedone del bianco · g2 pedone del bianco · h2 pedone del bianco · c1 alfiere del bianco · f1 torre del bianco · g1 re del bianco | e8 torre del nero · g8 re del nero · a7 pedone del nero · c7 pedone del nero · d7 alfiere del nero · f7 pedone del nero · g7 pedone del nero · h7 pedone del nero · a6 donna del bianco · b6 alfiere del nero · c6 pedone del nero · e6 torre del nero · b4 pedone del bianco · c3 pedone del bianco · d3 donna del nero · f3 alfiere del bianco · a2 torre del bianco · d2 pedone del bianco · f2 pedone del bianco · g2 pedone del bianco · h2 pedone del bianco · c1 alfiere del bianco · f1 torre del bianco · g1 re del bianco | e8 torre del nero · g8 re del nero · a7 pedone del nero · c7 pedone del nero · d7 alfiere del nero · f7 pedone del nero · g7 pedone del nero · h7 pedone del nero · a6 donna del bianco · b6 alfiere del nero · c6 pedone del nero · e6 torre del nero · b4 pedone del bianco · c3 pedone del bianco · d3 donna del nero · f3 alfiere del bianco · a2 torre del bianco · d2 pedone del bianco · f2 pedone del bianco · g2 pedone del bianco · h2 pedone del bianco · c1 alfiere del bianco · f1 torre del bianco · g1 re del bianco | e8 torre del nero · g8 re del nero · a7 pedone del nero · c7 pedone del nero · d7 alfiere del nero · f7 pedone del nero · g7 pedone del nero · h7 pedone del nero · a6 donna del bianco · b6 alfiere del nero · c6 pedone del nero · e6 torre del nero · b4 pedone del bianco · c3 pedone del bianco · d3 donna del nero · f3 alfiere del bianco · a2 torre del bianco · d2 pedone del bianco · f2 pedone del bianco · g2 pedone del bianco · h2 pedone del bianco · c1 alfiere del bianco · f1 torre del bianco · g1 re del bianco | e8 torre del nero · g8 re del nero · a7 pedone del nero · c7 pedone del nero · d7 alfiere del nero · f7 pedone del nero · g7 pedone del nero · h7 pedone del nero · a6 donna del bianco · b6 alfiere del nero · c6 pedone del nero · e6 torre del nero · b4 pedone del bianco · c3 pedone del bianco · d3 donna del nero · f3 alfiere del bianco · a2 torre del bianco · d2 pedone del bianco · f2 pedone del bianco · g2 pedone del bianco · h2 pedone del bianco · c1 alfiere del bianco · f1 torre del bianco · g1 re del bianco | e8 torre del nero · g8 re del nero · a7 pedone del nero · c7 pedone del nero · d7 alfiere del nero · f7 pedone del nero · g7 pedone del nero · h7 pedone del nero · a6 donna del bianco · b6 alfiere del nero · c6 pedone del nero · e6 torre del nero · b4 pedone del bianco · c3 pedone del bianco · d3 donna del nero · f3 alfiere del bianco · a2 torre del bianco · d2 pedone del bianco · f2 pedone del bianco · g2 pedone del bianco · h2 pedone del bianco · c1 alfiere del bianco · f1 torre del bianco · g1 re del bianco | e8 torre del nero · g8 re del nero · a7 pedone del nero · c7 pedone del nero · d7 alfiere del nero · f7 pedone del nero · g7 pedone del nero · h7 pedone del nero · a6 donna del bianco · b6 alfiere del nero · c6 pedone del nero · e6 torre del nero · b4 pedone del bianco · c3 pedone del bianco · d3 donna del nero · f3 alfiere del bianco · a2 torre del bianco · d2 pedone del bianco · f2 pedone del bianco · g2 pedone del bianco · h2 pedone del bianco · c1 alfiere del bianco · f1 torre del bianco · g1 re del bianco | 6 |
| 5 | e8 torre del nero · g8 re del nero · a7 pedone del nero · c7 pedone del nero · d7 alfiere del nero · f7 pedone del nero · g7 pedone del nero · h7 pedone del nero · a6 donna del bianco · b6 alfiere del nero · c6 pedone del nero · e6 torre del nero · b4 pedone del bianco · c3 pedone del bianco · d3 donna del nero · f3 alfiere del bianco · a2 torre del bianco · d2 pedone del bianco · f2 pedone del bianco · g2 pedone del bianco · h2 pedone del bianco · c1 alfiere del bianco · f1 torre del bianco · g1 re del bianco | e8 torre del nero · g8 re del nero · a7 pedone del nero · c7 pedone del nero · d7 alfiere del nero · f7 pedone del nero · g7 pedone del nero · h7 pedone del nero · a6 donna del bianco · b6 alfiere del nero · c6 pedone del nero · e6 torre del nero · b4 pedone del bianco · c3 pedone del bianco · d3 donna del nero · f3 alfiere del bianco · a2 torre del bianco · d2 pedone del bianco · f2 pedone del bianco · g2 pedone del bianco · h2 pedone del bianco · c1 alfiere del bianco · f1 torre del bianco · g1 re del bianco | e8 torre del nero · g8 re del nero · a7 pedone del nero · c7 pedone del nero · d7 alfiere del nero · f7 pedone del nero · g7 pedone del nero · h7 pedone del nero · a6 donna del bianco · b6 alfiere del nero · c6 pedone del nero · e6 torre del nero · b4 pedone del bianco · c3 pedone del bianco · d3 donna del nero · f3 alfiere del bianco · a2 torre del bianco · d2 pedone del bianco · f2 pedone del bianco · g2 pedone del bianco · h2 pedone del bianco · c1 alfiere del bianco · f1 torre del bianco · g1 re del bianco | e8 torre del nero · g8 re del nero · a7 pedone del nero · c7 pedone del nero · d7 alfiere del nero · f7 pedone del nero · g7 pedone del nero · h7 pedone del nero · a6 donna del bianco · b6 alfiere del nero · c6 pedone del nero · e6 torre del nero · b4 pedone del bianco · c3 pedone del bianco · d3 donna del nero · f3 alfiere del bianco · a2 torre del bianco · d2 pedone del bianco · f2 pedone del bianco · g2 pedone del bianco · h2 pedone del bianco · c1 alfiere del bianco · f1 torre del bianco · g1 re del bianco | e8 torre del nero · g8 re del nero · a7 pedone del nero · c7 pedone del nero · d7 alfiere del nero · f7 pedone del nero · g7 pedone del nero · h7 pedone del nero · a6 donna del bianco · b6 alfiere del nero · c6 pedone del nero · e6 torre del nero · b4 pedone del bianco · c3 pedone del bianco · d3 donna del nero · f3 alfiere del bianco · a2 torre del bianco · d2 pedone del bianco · f2 pedone del bianco · g2 pedone del bianco · h2 pedone del bianco · c1 alfiere del bianco · f1 torre del bianco · g1 re del bianco | e8 torre del nero · g8 re del nero · a7 pedone del nero · c7 pedone del nero · d7 alfiere del nero · f7 pedone del nero · g7 pedone del nero · h7 pedone del nero · a6 donna del bianco · b6 alfiere del nero · c6 pedone del nero · e6 torre del nero · b4 pedone del bianco · c3 pedone del bianco · d3 donna del nero · f3 alfiere del bianco · a2 torre del bianco · d2 pedone del bianco · f2 pedone del bianco · g2 pedone del bianco · h2 pedone del bianco · c1 alfiere del bianco · f1 torre del bianco · g1 re del bianco | e8 torre del nero · g8 re del nero · a7 pedone del nero · c7 pedone del nero · d7 alfiere del nero · f7 pedone del nero · g7 pedone del nero · h7 pedone del nero · a6 donna del bianco · b6 alfiere del nero · c6 pedone del nero · e6 torre del nero · b4 pedone del bianco · c3 pedone del bianco · d3 donna del nero · f3 alfiere del bianco · a2 torre del bianco · d2 pedone del bianco · f2 pedone del bianco · g2 pedone del bianco · h2 pedone del bianco · c1 alfiere del bianco · f1 torre del bianco · g1 re del bianco | e8 torre del nero · g8 re del nero · a7 pedone del nero · c7 pedone del nero · d7 alfiere del nero · f7 pedone del nero · g7 pedone del nero · h7 pedone del nero · a6 donna del bianco · b6 alfiere del nero · c6 pedone del nero · e6 torre del nero · b4 pedone del bianco · c3 pedone del bianco · d3 donna del nero · f3 alfiere del bianco · a2 torre del bianco · d2 pedone del bianco · f2 pedone del bianco · g2 pedone del bianco · h2 pedone del bianco · c1 alfiere del bianco · f1 torre del bianco · g1 re del bianco | 5 |
| 4 | e8 torre del nero · g8 re del nero · a7 pedone del nero · c7 pedone del nero · d7 alfiere del nero · f7 pedone del nero · g7 pedone del nero · h7 pedone del nero · a6 donna del bianco · b6 alfiere del nero · c6 pedone del nero · e6 torre del nero · b4 pedone del bianco · c3 pedone del bianco · d3 donna del nero · f3 alfiere del bianco · a2 torre del bianco · d2 pedone del bianco · f2 pedone del bianco · g2 pedone del bianco · h2 pedone del bianco · c1 alfiere del bianco · f1 torre del bianco · g1 re del bianco | e8 torre del nero · g8 re del nero · a7 pedone del nero · c7 pedone del nero · d7 alfiere del nero · f7 pedone del nero · g7 pedone del nero · h7 pedone del nero · a6 donna del bianco · b6 alfiere del nero · c6 pedone del nero · e6 torre del nero · b4 pedone del bianco · c3 pedone del bianco · d3 donna del nero · f3 alfiere del bianco · a2 torre del bianco · d2 pedone del bianco · f2 pedone del bianco · g2 pedone del bianco · h2 pedone del bianco · c1 alfiere del bianco · f1 torre del bianco · g1 re del bianco | e8 torre del nero · g8 re del nero · a7 pedone del nero · c7 pedone del nero · d7 alfiere del nero · f7 pedone del nero · g7 pedone del nero · h7 pedone del nero · a6 donna del bianco · b6 alfiere del nero · c6 pedone del nero · e6 torre del nero · b4 pedone del bianco · c3 pedone del bianco · d3 donna del nero · f3 alfiere del bianco · a2 torre del bianco · d2 pedone del bianco · f2 pedone del bianco · g2 pedone del bianco · h2 pedone del bianco · c1 alfiere del bianco · f1 torre del bianco · g1 re del bianco | e8 torre del nero · g8 re del nero · a7 pedone del nero · c7 pedone del nero · d7 alfiere del nero · f7 pedone del nero · g7 pedone del nero · h7 pedone del nero · a6 donna del bianco · b6 alfiere del nero · c6 pedone del nero · e6 torre del nero · b4 pedone del bianco · c3 pedone del bianco · d3 donna del nero · f3 alfiere del bianco · a2 torre del bianco · d2 pedone del bianco · f2 pedone del bianco · g2 pedone del bianco · h2 pedone del bianco · c1 alfiere del bianco · f1 torre del bianco · g1 re del bianco | e8 torre del nero · g8 re del nero · a7 pedone del nero · c7 pedone del nero · d7 alfiere del nero · f7 pedone del nero · g7 pedone del nero · h7 pedone del nero · a6 donna del bianco · b6 alfiere del nero · c6 pedone del nero · e6 torre del nero · b4 pedone del bianco · c3 pedone del bianco · d3 donna del nero · f3 alfiere del bianco · a2 torre del bianco · d2 pedone del bianco · f2 pedone del bianco · g2 pedone del bianco · h2 pedone del bianco · c1 alfiere del bianco · f1 torre del bianco · g1 re del bianco | e8 torre del nero · g8 re del nero · a7 pedone del nero · c7 pedone del nero · d7 alfiere del nero · f7 pedone del nero · g7 pedone del nero · h7 pedone del nero · a6 donna del bianco · b6 alfiere del nero · c6 pedone del nero · e6 torre del nero · b4 pedone del bianco · c3 pedone del bianco · d3 donna del nero · f3 alfiere del bianco · a2 torre del bianco · d2 pedone del bianco · f2 pedone del bianco · g2 pedone del bianco · h2 pedone del bianco · c1 alfiere del bianco · f1 torre del bianco · g1 re del bianco | e8 torre del nero · g8 re del nero · a7 pedone del nero · c7 pedone del nero · d7 alfiere del nero · f7 pedone del nero · g7 pedone del nero · h7 pedone del nero · a6 donna del bianco · b6 alfiere del nero · c6 pedone del nero · e6 torre del nero · b4 pedone del bianco · c3 pedone del bianco · d3 donna del nero · f3 alfiere del bianco · a2 torre del bianco · d2 pedone del bianco · f2 pedone del bianco · g2 pedone del bianco · h2 pedone del bianco · c1 alfiere del bianco · f1 torre del bianco · g1 re del bianco | e8 torre del nero · g8 re del nero · a7 pedone del nero · c7 pedone del nero · d7 alfiere del nero · f7 pedone del nero · g7 pedone del nero · h7 pedone del nero · a6 donna del bianco · b6 alfiere del nero · c6 pedone del nero · e6 torre del nero · b4 pedone del bianco · c3 pedone del bianco · d3 donna del nero · f3 alfiere del bianco · a2 torre del bianco · d2 pedone del bianco · f2 pedone del bianco · g2 pedone del bianco · h2 pedone del bianco · c1 alfiere del bianco · f1 torre del bianco · g1 re del bianco | 4 |
| 3 | e8 torre del nero · g8 re del nero · a7 pedone del nero · c7 pedone del nero · d7 alfiere del nero · f7 pedone del nero · g7 pedone del nero · h7 pedone del nero · a6 donna del bianco · b6 alfiere del nero · c6 pedone del nero · e6 torre del nero · b4 pedone del bianco · c3 pedone del bianco · d3 donna del nero · f3 alfiere del bianco · a2 torre del bianco · d2 pedone del bianco · f2 pedone del bianco · g2 pedone del bianco · h2 pedone del bianco · c1 alfiere del bianco · f1 torre del bianco · g1 re del bianco | e8 torre del nero · g8 re del nero · a7 pedone del nero · c7 pedone del nero · d7 alfiere del nero · f7 pedone del nero · g7 pedone del nero · h7 pedone del nero · a6 donna del bianco · b6 alfiere del nero · c6 pedone del nero · e6 torre del nero · b4 pedone del bianco · c3 pedone del bianco · d3 donna del nero · f3 alfiere del bianco · a2 torre del bianco · d2 pedone del bianco · f2 pedone del bianco · g2 pedone del bianco · h2 pedone del bianco · c1 alfiere del bianco · f1 torre del bianco · g1 re del bianco | e8 torre del nero · g8 re del nero · a7 pedone del nero · c7 pedone del nero · d7 alfiere del nero · f7 pedone del nero · g7 pedone del nero · h7 pedone del nero · a6 donna del bianco · b6 alfiere del nero · c6 pedone del nero · e6 torre del nero · b4 pedone del bianco · c3 pedone del bianco · d3 donna del nero · f3 alfiere del bianco · a2 torre del bianco · d2 pedone del bianco · f2 pedone del bianco · g2 pedone del bianco · h2 pedone del bianco · c1 alfiere del bianco · f1 torre del bianco · g1 re del bianco | e8 torre del nero · g8 re del nero · a7 pedone del nero · c7 pedone del nero · d7 alfiere del nero · f7 pedone del nero · g7 pedone del nero · h7 pedone del nero · a6 donna del bianco · b6 alfiere del nero · c6 pedone del nero · e6 torre del nero · b4 pedone del bianco · c3 pedone del bianco · d3 donna del nero · f3 alfiere del bianco · a2 torre del bianco · d2 pedone del bianco · f2 pedone del bianco · g2 pedone del bianco · h2 pedone del bianco · c1 alfiere del bianco · f1 torre del bianco · g1 re del bianco | e8 torre del nero · g8 re del nero · a7 pedone del nero · c7 pedone del nero · d7 alfiere del nero · f7 pedone del nero · g7 pedone del nero · h7 pedone del nero · a6 donna del bianco · b6 alfiere del nero · c6 pedone del nero · e6 torre del nero · b4 pedone del bianco · c3 pedone del bianco · d3 donna del nero · f3 alfiere del bianco · a2 torre del bianco · d2 pedone del bianco · f2 pedone del bianco · g2 pedone del bianco · h2 pedone del bianco · c1 alfiere del bianco · f1 torre del bianco · g1 re del bianco | e8 torre del nero · g8 re del nero · a7 pedone del nero · c7 pedone del nero · d7 alfiere del nero · f7 pedone del nero · g7 pedone del nero · h7 pedone del nero · a6 donna del bianco · b6 alfiere del nero · c6 pedone del nero · e6 torre del nero · b4 pedone del bianco · c3 pedone del bianco · d3 donna del nero · f3 alfiere del bianco · a2 torre del bianco · d2 pedone del bianco · f2 pedone del bianco · g2 pedone del bianco · h2 pedone del bianco · c1 alfiere del bianco · f1 torre del bianco · g1 re del bianco | e8 torre del nero · g8 re del nero · a7 pedone del nero · c7 pedone del nero · d7 alfiere del nero · f7 pedone del nero · g7 pedone del nero · h7 pedone del nero · a6 donna del bianco · b6 alfiere del nero · c6 pedone del nero · e6 torre del nero · b4 pedone del bianco · c3 pedone del bianco · d3 donna del nero · f3 alfiere del bianco · a2 torre del bianco · d2 pedone del bianco · f2 pedone del bianco · g2 pedone del bianco · h2 pedone del bianco · c1 alfiere del bianco · f1 torre del bianco · g1 re del bianco | e8 torre del nero · g8 re del nero · a7 pedone del nero · c7 pedone del nero · d7 alfiere del nero · f7 pedone del nero · g7 pedone del nero · h7 pedone del nero · a6 donna del bianco · b6 alfiere del nero · c6 pedone del nero · e6 torre del nero · b4 pedone del bianco · c3 pedone del bianco · d3 donna del nero · f3 alfiere del bianco · a2 torre del bianco · d2 pedone del bianco · f2 pedone del bianco · g2 pedone del bianco · h2 pedone del bianco · c1 alfiere del bianco · f1 torre del bianco · g1 re del bianco | 3 |
| 2 | e8 torre del nero · g8 re del nero · a7 pedone del nero · c7 pedone del nero · d7 alfiere del nero · f7 pedone del nero · g7 pedone del nero · h7 pedone del nero · a6 donna del bianco · b6 alfiere del nero · c6 pedone del nero · e6 torre del nero · b4 pedone del bianco · c3 pedone del bianco · d3 donna del nero · f3 alfiere del bianco · a2 torre del bianco · d2 pedone del bianco · f2 pedone del bianco · g2 pedone del bianco · h2 pedone del bianco · c1 alfiere del bianco · f1 torre del bianco · g1 re del bianco | e8 torre del nero · g8 re del nero · a7 pedone del nero · c7 pedone del nero · d7 alfiere del nero · f7 pedone del nero · g7 pedone del nero · h7 pedone del nero · a6 donna del bianco · b6 alfiere del nero · c6 pedone del nero · e6 torre del nero · b4 pedone del bianco · c3 pedone del bianco · d3 donna del nero · f3 alfiere del bianco · a2 torre del bianco · d2 pedone del bianco · f2 pedone del bianco · g2 pedone del bianco · h2 pedone del bianco · c1 alfiere del bianco · f1 torre del bianco · g1 re del bianco | e8 torre del nero · g8 re del nero · a7 pedone del nero · c7 pedone del nero · d7 alfiere del nero · f7 pedone del nero · g7 pedone del nero · h7 pedone del nero · a6 donna del bianco · b6 alfiere del nero · c6 pedone del nero · e6 torre del nero · b4 pedone del bianco · c3 pedone del bianco · d3 donna del nero · f3 alfiere del bianco · a2 torre del bianco · d2 pedone del bianco · f2 pedone del bianco · g2 pedone del bianco · h2 pedone del bianco · c1 alfiere del bianco · f1 torre del bianco · g1 re del bianco | e8 torre del nero · g8 re del nero · a7 pedone del nero · c7 pedone del nero · d7 alfiere del nero · f7 pedone del nero · g7 pedone del nero · h7 pedone del nero · a6 donna del bianco · b6 alfiere del nero · c6 pedone del nero · e6 torre del nero · b4 pedone del bianco · c3 pedone del bianco · d3 donna del nero · f3 alfiere del bianco · a2 torre del bianco · d2 pedone del bianco · f2 pedone del bianco · g2 pedone del bianco · h2 pedone del bianco · c1 alfiere del bianco · f1 torre del bianco · g1 re del bianco | e8 torre del nero · g8 re del nero · a7 pedone del nero · c7 pedone del nero · d7 alfiere del nero · f7 pedone del nero · g7 pedone del nero · h7 pedone del nero · a6 donna del bianco · b6 alfiere del nero · c6 pedone del nero · e6 torre del nero · b4 pedone del bianco · c3 pedone del bianco · d3 donna del nero · f3 alfiere del bianco · a2 torre del bianco · d2 pedone del bianco · f2 pedone del bianco · g2 pedone del bianco · h2 pedone del bianco · c1 alfiere del bianco · f1 torre del bianco · g1 re del bianco | e8 torre del nero · g8 re del nero · a7 pedone del nero · c7 pedone del nero · d7 alfiere del nero · f7 pedone del nero · g7 pedone del nero · h7 pedone del nero · a6 donna del bianco · b6 alfiere del nero · c6 pedone del nero · e6 torre del nero · b4 pedone del bianco · c3 pedone del bianco · d3 donna del nero · f3 alfiere del bianco · a2 torre del bianco · d2 pedone del bianco · f2 pedone del bianco · g2 pedone del bianco · h2 pedone del bianco · c1 alfiere del bianco · f1 torre del bianco · g1 re del bianco | e8 torre del nero · g8 re del nero · a7 pedone del nero · c7 pedone del nero · d7 alfiere del nero · f7 pedone del nero · g7 pedone del nero · h7 pedone del nero · a6 donna del bianco · b6 alfiere del nero · c6 pedone del nero · e6 torre del nero · b4 pedone del bianco · c3 pedone del bianco · d3 donna del nero · f3 alfiere del bianco · a2 torre del bianco · d2 pedone del bianco · f2 pedone del bianco · g2 pedone del bianco · h2 pedone del bianco · c1 alfiere del bianco · f1 torre del bianco · g1 re del bianco | e8 torre del nero · g8 re del nero · a7 pedone del nero · c7 pedone del nero · d7 alfiere del nero · f7 pedone del nero · g7 pedone del nero · h7 pedone del nero · a6 donna del bianco · b6 alfiere del nero · c6 pedone del nero · e6 torre del nero · b4 pedone del bianco · c3 pedone del bianco · d3 donna del nero · f3 alfiere del bianco · a2 torre del bianco · d2 pedone del bianco · f2 pedone del bianco · g2 pedone del bianco · h2 pedone del bianco · c1 alfiere del bianco · f1 torre del bianco · g1 re del bianco | 2 |
| 1 | e8 torre del nero · g8 re del nero · a7 pedone del nero · c7 pedone del nero · d7 alfiere del nero · f7 pedone del nero · g7 pedone del nero · h7 pedone del nero · a6 donna del bianco · b6 alfiere del nero · c6 pedone del nero · e6 torre del nero · b4 pedone del bianco · c3 pedone del bianco · d3 donna del nero · f3 alfiere del bianco · a2 torre del bianco · d2 pedone del bianco · f2 pedone del bianco · g2 pedone del bianco · h2 pedone del bianco · c1 alfiere del bianco · f1 torre del bianco · g1 re del bianco | e8 torre del nero · g8 re del nero · a7 pedone del nero · c7 pedone del nero · d7 alfiere del nero · f7 pedone del nero · g7 pedone del nero · h7 pedone del nero · a6 donna del bianco · b6 alfiere del nero · c6 pedone del nero · e6 torre del nero · b4 pedone del bianco · c3 pedone del bianco · d3 donna del nero · f3 alfiere del bianco · a2 torre del bianco · d2 pedone del bianco · f2 pedone del bianco · g2 pedone del bianco · h2 pedone del bianco · c1 alfiere del bianco · f1 torre del bianco · g1 re del bianco | e8 torre del nero · g8 re del nero · a7 pedone del nero · c7 pedone del nero · d7 alfiere del nero · f7 pedone del nero · g7 pedone del nero · h7 pedone del nero · a6 donna del bianco · b6 alfiere del nero · c6 pedone del nero · e6 torre del nero · b4 pedone del bianco · c3 pedone del bianco · d3 donna del nero · f3 alfiere del bianco · a2 torre del bianco · d2 pedone del bianco · f2 pedone del bianco · g2 pedone del bianco · h2 pedone del bianco · c1 alfiere del bianco · f1 torre del bianco · g1 re del bianco | e8 torre del nero · g8 re del nero · a7 pedone del nero · c7 pedone del nero · d7 alfiere del nero · f7 pedone del nero · g7 pedone del nero · h7 pedone del nero · a6 donna del bianco · b6 alfiere del nero · c6 pedone del nero · e6 torre del nero · b4 pedone del bianco · c3 pedone del bianco · d3 donna del nero · f3 alfiere del bianco · a2 torre del bianco · d2 pedone del bianco · f2 pedone del bianco · g2 pedone del bianco · h2 pedone del bianco · c1 alfiere del bianco · f1 torre del bianco · g1 re del bianco | e8 torre del nero · g8 re del nero · a7 pedone del nero · c7 pedone del nero · d7 alfiere del nero · f7 pedone del nero · g7 pedone del nero · h7 pedone del nero · a6 donna del bianco · b6 alfiere del nero · c6 pedone del nero · e6 torre del nero · b4 pedone del bianco · c3 pedone del bianco · d3 donna del nero · f3 alfiere del bianco · a2 torre del bianco · d2 pedone del bianco · f2 pedone del bianco · g2 pedone del bianco · h2 pedone del bianco · c1 alfiere del bianco · f1 torre del bianco · g1 re del bianco | e8 torre del nero · g8 re del nero · a7 pedone del nero · c7 pedone del nero · d7 alfiere del nero · f7 pedone del nero · g7 pedone del nero · h7 pedone del nero · a6 donna del bianco · b6 alfiere del nero · c6 pedone del nero · e6 torre del nero · b4 pedone del bianco · c3 pedone del bianco · d3 donna del nero · f3 alfiere del bianco · a2 torre del bianco · d2 pedone del bianco · f2 pedone del bianco · g2 pedone del bianco · h2 pedone del bianco · c1 alfiere del bianco · f1 torre del bianco · g1 re del bianco | e8 torre del nero · g8 re del nero · a7 pedone del nero · c7 pedone del nero · d7 alfiere del nero · f7 pedone del nero · g7 pedone del nero · h7 pedone del nero · a6 donna del bianco · b6 alfiere del nero · c6 pedone del nero · e6 torre del nero · b4 pedone del bianco · c3 pedone del bianco · d3 donna del nero · f3 alfiere del bianco · a2 torre del bianco · d2 pedone del bianco · f2 pedone del bianco · g2 pedone del bianco · h2 pedone del bianco · c1 alfiere del bianco · f1 torre del bianco · g1 re del bianco | e8 torre del nero · g8 re del nero · a7 pedone del nero · c7 pedone del nero · d7 alfiere del nero · f7 pedone del nero · g7 pedone del nero · h7 pedone del nero · a6 donna del bianco · b6 alfiere del nero · c6 pedone del nero · e6 torre del nero · b4 pedone del bianco · c3 pedone del bianco · d3 donna del nero · f3 alfiere del bianco · a2 torre del bianco · d2 pedone del bianco · f2 pedone del bianco · g2 pedone del bianco · h2 pedone del bianco · c1 alfiere del bianco · f1 torre del bianco · g1 re del bianco | 1 |
|   | a | b | c | d | e | f | g | h |   |

Tra gli innumerevoli capolavori scacchistici del giovane astro americano spicca la partita
Paulsen - Morphy, New York 1857
Partita dei Quattro Cavalli -  1.e4 e5 2. Cf3 Cc6 3. Cc3 Cf6 4. Ab5 Ac5 5. 0-0 0-0
6. Cxe5 Te8 7. Cxc6 dxc 8. Ac4 b5 9. Ae2 Cxe4 10. Cxe4 Txe4 11. Af3 Te6

12. c3? Dd3! 13. b4 Ab6 14. a4 bxa4 15. Dxa4 Ad7 16. Ta2 Tae8 17. Da6

                                           (vedi diagramma)
17 ...Dxf3!! 18. gxf3 Tg6+ 19. Rh1 Ah3 20. Td1 Ag2+ 21. Rg1 Axf3+ 22. Rf1 Ag2+

 23. Rg1 Ah3+ 24. Rh1 Axf2 25. Df1 Axf1 26. Txf1 Te2 27. Ta1 Th6 28. d4 Ae3 0-1.